# Edinburgh Review
«Эдинбургское обозрение» (англ. Edinburgh Review) — один из самых влиятельных британских журналов XIX века. Исходное издания выходило с 1802 по 1929 годы, затем с 1984 года название стал использовать журнал «Новое эдинбургское обозрение» (англ. New Edinburgh Review), выходивший с 1969 года. В настоящее время журнал входит в журнальную сеть Eurozine.

## XVIII век
C 1773 по 1776 годы в Эдинбурге выходил схожий журнал Edinburgh Magazine and Review. 

## XIX век
Первый номер журнала вышел 10 октября 1802 года. Его основателями выступили Фрэнсис Джеффри, Сидни Смит и Генри Брум. Издателем стал Арчибальд Констебль. Журнал выходил ежеквартально.
При первом постоянном главном редакторе Фрэнсисе Джеффри (первый номер редактировал Сидни Смит) журнал активно поддерживал партию вигов и принцип laissez-faire и регулярно призывал к политическим реформам. Его основным конкурентом был журнал Quarterly Review, поддерживавший тори. Кроме прочего, «Эдинбургское обозрение» было замечено в нападках на поэтов Озёрной школы, в частности на Уильяма Вордсворта. 
Некоторое время журналом владел Джон Стюарт, жена которого, Луиза Хупер Стюарт, была одной из первых сторонниц введения женского избирательного права.

## XX век

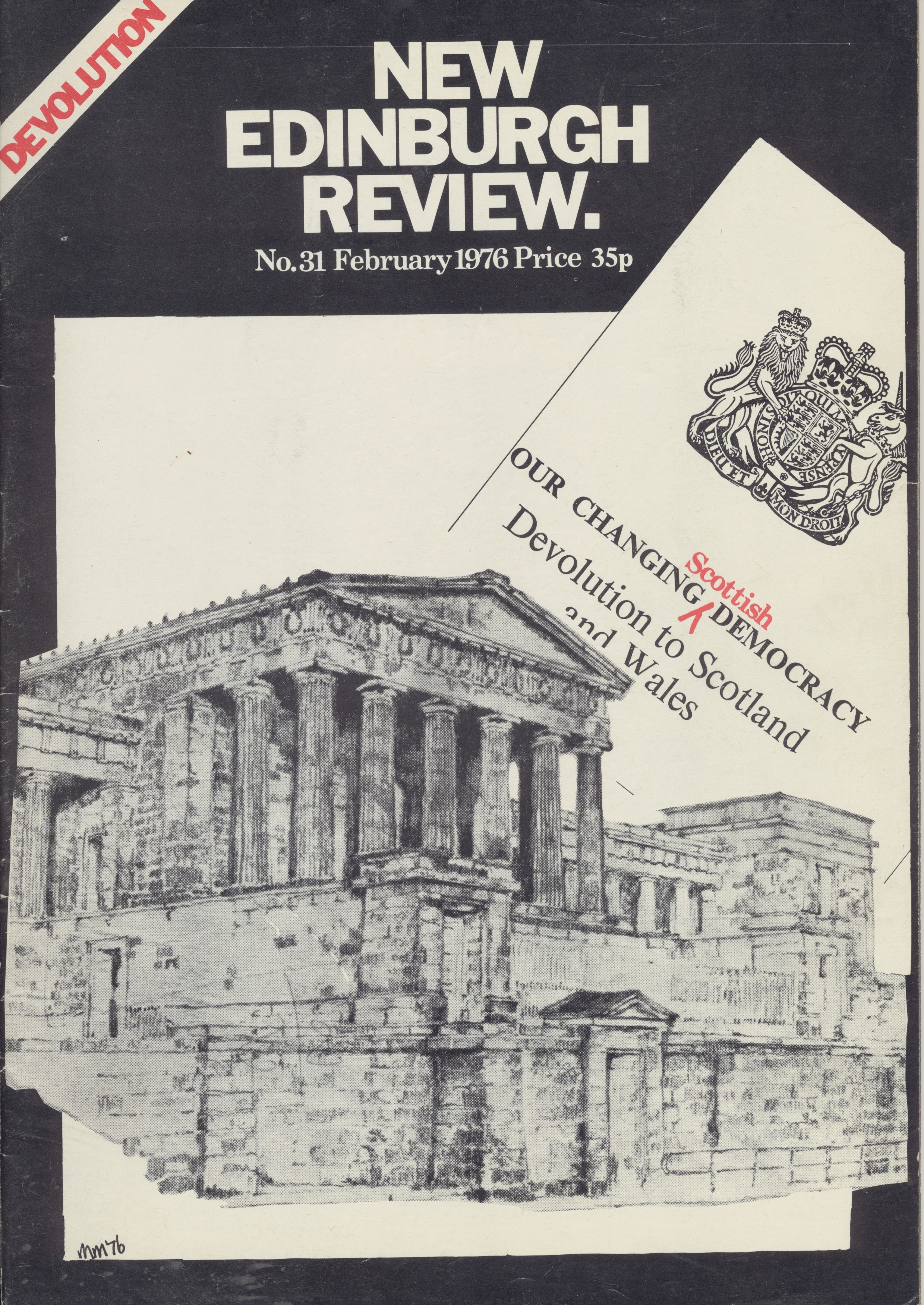
New Edinburgh Review, № 31 (Февраль, 1976)

В 1929 году издание журнала прекратилось. В 1969 году на свет появился журнал «Новое эдинбургское обозрение», который с номера 67/8 (1984 год) взял прежнее название.
Самым известным выпуском «Нового эдинбургского обозрения» стал вышедший в 1974 году номер под редакцией Ч. К. Майзельса, посвящённый философии Антонио Грамши. Майзельс входил в Коммунистическую организацию Британских островов.

## Девиз издания
Девизом исходного издания была цитата из Публилия Сира: judex damnatur ubi nocens absolvitur (рус. «оправдание преступника — позор для судьи»).
Девизом «Нового эдинбургского обозрения» был: To gather all the rays of culture into one (рус. «Собрать все лучи культуры воедино»).

## Известные авторы
- Арнолд, Томас
- Бархэм, Ричард Харрис
- Браун, Томас
- Карлайл, Томас
- Фосколо, Уго
- Галлам, Генри
- Гамильтон, Уильям
- Хэйуорд, Авраам
- Хэзлитт, Уильям
- Хеманс, Фелиция
- Хант, Ли
- Корнуолл, Джордж
- Маколей, Томас Бабингтон
- Макинтош, Джеймс
- Милль, Джон Стюарт
- Монтгомери, Роберт
- Плейфэр, Джон
- Рив, Генри
- Роско, Генри Энфилд
- Сисмонди
- Рассел, Бертран
- Рассел, Чарльз Уильям
- Скотт, Вальтер
- Стэнли, Артур